# ناونهوف
شهر ناونهوف (به آلمانی: Naunhof) در ایالت زاکسن در کشور آلمان واقع شده‌است.